# Onorificenze turche
Elenco delle onorificenze e degli ordini di merito e cavallereschi distribuiti dalla Turchia.

## Repubblica turca

### Ordini cavallereschi
| Nastro | Onorificenza                                   |
| ------ | ---------------------------------------------- |
|        | Medaglia di stato per servizi distinti         |
|        | Medaglia d'onore di stato                      |
|        | Medaglia al merito di stato                    |
|        | Ordine dello stato della repubblica di Turchia |
|        | Ordine della repubblica                        |
|        | Ordine al merito della repubblica di Turchia   |

### Medaglie militari e di benemerenza
| Nastro | Onorificenza                                                   |
| ------ | -------------------------------------------------------------- |
|        | Medaglia al valor militare delle forze armate turche           |
|        | Medaglia d'onore alle forze armate turche                      |
|        | Medaglia al coraggio e al sacrificio delle forze armate turche |
|        | Medaglia al merito delle forze armate turche                   |
|        | Medaglia al servizio distinto delle forze armate turche        |
|        | Medaglia di servizio delle forze armate turche                 |
|        | Medaglia dell'Indipendenza della Turchia                       |